# عمران خان (لاعب كرة قدم)
عمران خان (21 أكتوبر 1994 - ) هو لاعب كرة قدم هندي في مركز الدفاع. لعب مع نادي محمدان.

## وصلات خارجية
- عمران خان على موقع Soccerway.com (الإنجليزية)